# فيضان جونستاون (فلم 1926)
فيضان جونستاون (بالإنجليزية: The Johnstown Flood) فيلم دراما أمريكي صامت انتج عام 1926 من إخراج إيرفينغ كامينغز وبطولة كلارك غيبل.

## روابط خارجية
- مقالات تستعمل روابط فنية بلا صلة مع ويكي بيانات